# Miquel Ferrer
Miquel Ferrer i Aymamí (Borjas del Campo, Tarragona,  27 de noviembre de 1931 - Salou, 2 de enero de 2021) fue un futbolista profesional español. Su carrera profesional abarcó la mayor parte de la década de 1950, cuando jugó como mediocampista.

## Carrera
El equipo amateur de Ferrer Barcelona en 1948, cuando tenía dieciséis años. De 1949 a 1951 jugó en el Condal. Jugó por primera vez profesionalmente con el F.C. Barcelona en 1951, iniciando su primer partido el 30 de septiembre de ese año contra el Valencia CF. Solo jugó un partido de Liga con el Barcelona, pero jugó veintidós partidos no oficiales para el club. 
En 1954, Ferrer se incorporó al Real Oviedo. Se retiró después de la temporada de 1958 a la edad de veintiséis años. Su mejor desempeño en su carrera fue en 1957, cuando anotó doce goles en Segunda División.